# Forten rond Luik

Oude fortengordel (blauw) en 4 nieuwe (rood) rond Luik

Onder Forten rond Luik verstaat men twee ringvormige groepen van forten gebouwd voor en na de Eerste Wereldoorlog rond de Belgische stad Luik. Deze verdedigingsstructuur bestaande uit gegroepeerde forten noemt men PFL (La Position fortifiée de Liège).
De steden Namen en Antwerpen werden eveneens voorzien van een fortengordel (zie Stelling van Antwerpen). Samen met de KW-stelling vormden deze fortengordels rond belangrijke steden de kern van de Belgische defensie tot 1940.
Het bouwen van geïsoleerde forten rond belangrijke steden was een voortzetting van de traditie van de vestingbouwkunde die in Luik tot uiting was gekomen in de Citadel van Luik. Door de vergroting van de schootbereik van de artillerie (tot 12 km) werden de bastions vooruit geschoven en omgevormd tot op zich staande bolwerken om alzo de stad te sparen van vijandelijk geschut.

## Toedracht
Als gevolg van de Frans-Duitse Oorlog (1870) werd de grens tussen Frankrijk en Duitsland voorzien van talrijke forten. Dit herschiep het grensgebied tussen beide landen tot een ondoordringbaar gebied voor elkaars legers. Door deze nieuwe situatie besloot de Belgische regering haar verdediging te herzien. De oude steden Antwerpen, Namen en Luik werden voorzien van een fortengordel, een ringvormige schikking van geïsoleerde versterkingen. Men inspireerde zich op de vroegere vestingbouw met dit verschil dat de uitstekende bastions naar voren werden geschoven en geïsoleerde bolwerken of forten werden. Dit was nodig omdat de schootafstand van de nieuwe wapens zoals kanonnen groter werd.
In 1887 besloot men luitenant-generaal Henri Alexis Brialmont aan te stellen voor het ontwerpen van de forten. De gordel rond Antwerpen verdedigde alzo de haven en schiep indien nodig een nationaal schuiloord of reduit (grote vesting waar lang genoeg kan worden standgehouden met uitwijkmogelijkheid via de Westerschelde naar het Westen). De gordel rond Namen beschermde een belangrijk spoorwegknooppunt en schiep een verdediging tegen een mogelijk Franse aanval.
Door een fortengordel rond Luik aan te leggen, wilde men de vallei van de Samber en de Maas ontoegankelijk maken voor een Duitse agressie. De verdediging van Luik als industrieel bekken was noodzakelijk. Men voorzag zes forten aan iedere kant van de Maas op ongeveer 8 km van het centrum van Luik gelegen. De ring zou een totale omtrek van 52 km hebben.

## Geschiedenis

### Forten van voor de Eerste Wereldoorlog
De vesting Luik bestond uit 12 forten, zes kleine (driehoekige) en zes grote (vierhoekige), op maximaal 9 kilometer van het stadscentrum en met een onderlinge tussenruimte van 2 tot 6 km. De twee reeds bestaande, oudere forten, de citadel en Fort de la Chartreuse, werden in de verdedigingslinie opgenomen. In juli 1888 begonnen Franse bedrijven met de aanleg van de forten, A. Hallier, Lettelier & Frères en J. Baratoux. Het werk moest binnen 30 maanden worden afgerond.
Beginnend in het noorden op de rechteroever van de Maas, werden de volgende forten gebouwd:
- Barchon als groot fort
- Évegnée als klein fort
- Fléron als groot fort
- Chaudfontaine als klein fort
- Embourg als klein fort
- Boncelles als groot fort
- Flémalle als groot fort
- Hollogne als klein fort
- Loncin als groot fort
- Lantin als klein fort
- Liers als klein fort
- Pontisse als groot fort

De grote forten besloegen ongeveer twaalf hectare en waren ieder uitgerust met:
- 2 kanonnen van 150 mm
- 4 kanonnen van 120 mm
- 2 houwitsers van 210 mm
- 13 snelvuurkanonnen van 57 mm
- 450 artilleristen

De kleine forten besloegen ongeveer zes hectare en waren uitgerust met:
- 2 kanonnen van 150 mm
- 4 kanonnen van 120 mm
- 1 houwitser van 210 mm
- 10 snelvuurkanonnen van 57 mm
- 250 artilleristen

De grote kanonnen en houwitsers waren bedoeld voor het verlenen van artilleriesteun. Ze kwamen uit de fabrieken van de Duitse wapenfabrikant Krupp. De Nordenfeld snelvuurkanonnen bevonden zich in kazematten die uitzagen op de droge grachten, en waren bedoeld voor de verdediging van de forten tegen infanteriebestormingen. De forten konden weerstand bieden aan artilleriegranaten met een kaliber van 210 mm. Het dak en muren werden opgetrokken uit ongewapend beton, aangemaakt met grote rolkeien uit de Ourthe. Het dak was vier meter dik. De hele klus werd geklaard tussen 1888 en 1892. Door geldgebrek werd er bij het plaatsje Lieze geen fort voorzien.
De forten waren uitgerust met een observatiekoepel met een zoeklicht met een doorsnede van 60 centimeter. Het zoeklicht was voor de verlichting van de omgeving tijdens de nacht en voor de communicatie met naburige forten als de telefoonlijnen waren verbroken. De communicatie liep altijd via een telefooncentrale in het centrum van Luik. Tussen de forten waren geen directe telefoonlijnen aangelegd. Er was een stoommachine en dynamo voor de opwekking van elektriciteit. Dit was nodig voor de bediening van de geschuttorens, het zoeklicht en de waterpompen. Voor de overige verlichting werd gebruik gemaakt van olielampen.
In de contrescarpe, aan de buitenzijde van de gracht, lagen naast manschappenverblijven ook de keuken, latrines en wasruimten. Om deze te bereiken moesten de manschappen van het centrale deel de droge gracht oversteken. Tijdens artilleriebeschieting van de aanvaller was een dergelijke oversteek bijzonder gevaarlijk. Deze ruimten waren minder goed beveiligd dan de flanken aan de frontlinie.
Het beton voor de forten was een mix van portlandcement, zand en stenen. Het aandeel van de stenen was hoog en die van het zand te laag waardoor het beton minder goed hechtte. Het storten van het beton werd gestaakt als het donker werd. Het beton droogde op en als de volgende dag een nieuw laag werd gestort was de aanhechting tussen de oude en nieuwe laag niet optimaal.
In de forten waren geen ventilatoren voor de luchtverversing. Men was aangewezen op natuurlijke ventilatie door deuren en ramen te openen en via luchtkokers. Bij een belegering was het fort afgesloten en zaten de ramen en deuren dicht. Voor het afvuren van de kanonnen gebruikten de Belgen zwart buskruit. Door de gebrekkige ventilatie leidde dit tot giftige gassen in het fort en kwam de bemanning door verstikking in de problemen. Het gebruik van rookzwak kruit had dit probleem kunnen voorkomen.

#### Strijd in de Eerste Wereldoorlog

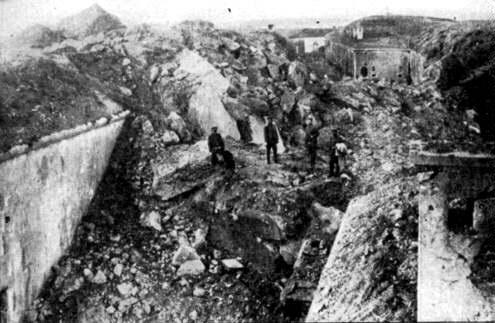
Fort Loncin na de beschieting

Generaal Gérard Leman bezette de forten vanaf augustus 1914 met ongeveer 3.000 manschappen, met tussen de forten nog eens 23.000 man van de 3° Belgische divisie en de 15° gemengde brigade.
Op 4 augustus 1914 werd de Duitse oorlogsverklaring in Brussel afgeleverd. In de loop van de dag volgde de eerste gevechten ten oosten van Luik. In de nacht van 5 op 6 augustus openden de Duitsers de aanval langs zes assen in de richting van de stad. Langs vijf hiervan blokkeerden eenheden van het Belgische leger de opmars, maar een brigade wist het centrum van de stad te bereiken. Brigadegeneraal Ludendorff kwam in de ochtend van 7 augustus in de stad en die dag gaf de citadel zich zonder strijd over. De forten konden nu vanaf de stad worden aangevallen, waarop de forten niet waren berekend.
De forten waren nooit aangepast aan de nieuwste artillerieontwikkelingen: mortieren met een kaliber van 42 cm. Desondanks hadden de Duitsers deze Dikke Bertha's bij de begindagen van de Eerste Wereldoorlog niet meegenomen naar Luik, omdat men niet op veel tegenstand rekende en de verwachting was dat de forten onder beschieting met 21 cm artillerie, gevolgd door een infanteriebestorming, geen stand zouden houden. Het 21 cm geschut bleek echter weinig uitwerking te hebben: bij het begin van de beschieting verlieten de Belgen de stellingen, om bij het einde weer tevoorschijn te komen en de aanstormende infanterie neer te maaien. De verliezen aan Duitse zijde liepen in de duizenden.
Alsnog werden de Dikke Bertha's naar Luik gestuurd, die op 10 augustus daar aankwamen. Twee dagen later kwamen de zware kanonnen in het dorp Mortier aan. Rond 18.00 uur begon de beschieting van het Fort Pontisse. Er werden 43 granaten afgevuurd waarvan er 13 doel raakten. Op 13 augustus rond 11:30 uur capituleerde de bemanning van het fort.
Op 15 augustus 1914 verlegden de Duitse artillerie de aandacht naar Fort Loncin. De stukken stonden opgesteld in Bressoux, op zo'n negen kilometer afstand van het fort. Rond 17:20 uur trof een 42 cm granaat de munitiekamer van het fort en meer dan 300 Belgische soldaten waren op slag dood. Generaal Leman, die zich in Fort Loncin bevond, raakte bewusteloos door de ontploffing maar overleefde. Tot op heden is het fort nog steeds een ruïne en een dodenmonument. De volgende dag gaven de laatste forten zich over, het Fort Hollogne was de laatste die om 07:25 uur de strijd staakte. De Belgische troepen in Luik konden uiteindelijk tien dagen stand houden.

#### Conclusie Eerste Wereldoorlog
De beslissing rond Lieze geen fort te bouwen bleek in de Eerste Wereldoorlog een strategische blunder te zijn. Het Duitse leger trok de Maas over in de buurt van deze plaats waar Brialmont dit fort had voorzien. Door de doorbraak aan de Maas werd de fortenlinie doorbroken en konden de Duitse troepen ongehinderd tussen de forten glippen. Alle communicatie tussen de forten verliep via een telefooncentrale in de stad, maar die was al op 7 augustus 1914 in Duitse handen waardoor de onderlinge communicatie faalde. De communicatie tussen de forten met grote schijnwerpers was niet efficiënt. De verdediging in de forten zelf hield wel lang stand.
Uit onderzoek na de oorlog bleek dat acht van de 12 forten hadden gecapituleerd door de slechte ventilatie, lawaai, en de moeilijk levensomstandigheden. Gassen die vrijkwamen bij de ontploffingen van Duitse granaten en van het afvuren van de eigen kanonnen maakten de forten onleefbaar. De hygiënische problemen waren mede ingegeven door het gebrek aan latrines in het eigenlijke fort. Soldaten moesten de droge gracht oversteken om gebruik te maken van de latrines in de buitenmuren. Twee forten, Loncin en Chaudfontaine, werden vernietigd door een ontploffing in de munitiekamer. Barchon en Hollogne vielen in Duitse handen door het slechte moreel van de troepen en gebrek aan militair leiderschap. Met de verdediging van de ruimte tussen de forten was veel te laat begonnen en waren verre van compleet toen de aanval begon.
Hoewel de forten in 1914 niet meer opgewassen waren tegen het zwaarste geschut, moet het effect op de Duitse opmars niet onderschat worden. Het Schlieffenplan voorzag in een verrassingsaanval op Parijs via België. De Duitsers vielen op 6 augustus 1914 aan met de verwachting Luik in drie dagen tijd voorbij te kunnen marcheren. Echter, pas op 16 augustus viel het laatste fort en met een vertraging van een week, konden de Duitsers door België trekken om zo Parijs te bedreigen. Door de Duitse vertraging bij Luik kreeg het Franse leger de tijd om zich te hergroeperen.
Als dank voor de hardnekkige verdediging kreeg de stad Luik, al op 7 augustus 1914, het Franse Legioen van Eer toegekend.

### Tussen de beide Wereldoorlogen
Tijdens het interbellum werd België weer genoodzaakt als gevolg van de gewijzigde internationale krachtsverhoudingen haar verdediging te herzien. In de jaren dertig toen de Duitse dreiging vanuit het oosten voelbaar werd, werden de acht naar het zuiden, oosten en noorden gerichte forten gemoderniseerd. Het beton werd versterkt, de ventilatie werd verbeterd en de telefoonlijnen werden dieper ingegraven.
De naar het westen gerichte forten Hollogne, Loncin, Lantin en Liers werden buiten dienst gesteld. Een heropbouw van fort Loncin was feitelijk al onmogelijk omdat het volledig verwoest werd tijdens WOI.
Om de oostelijke defensie te vergroten bouwde men aan de oostzijde vier nieuwe forten, op een afstand van ongeveer 20 km van de binnenstad van Luik. Beginnend in het noorden:
- Fort Eben-Emael
- Fort Aubin-Neufchâteau
- Fort Battice
- Fort Tancrémont of Pepinster
- Sougné-Remouchamps (alleen gepland)

Op de plaats die Brialmont eerder al had voorzien, bouwde men het Fort Eben-Emael. Dit had een bijzondere betekenis als sperfort dat vitale plaatsen voor transport van legers controleerde.

#### Strijd in de Tweede Wereldoorlog

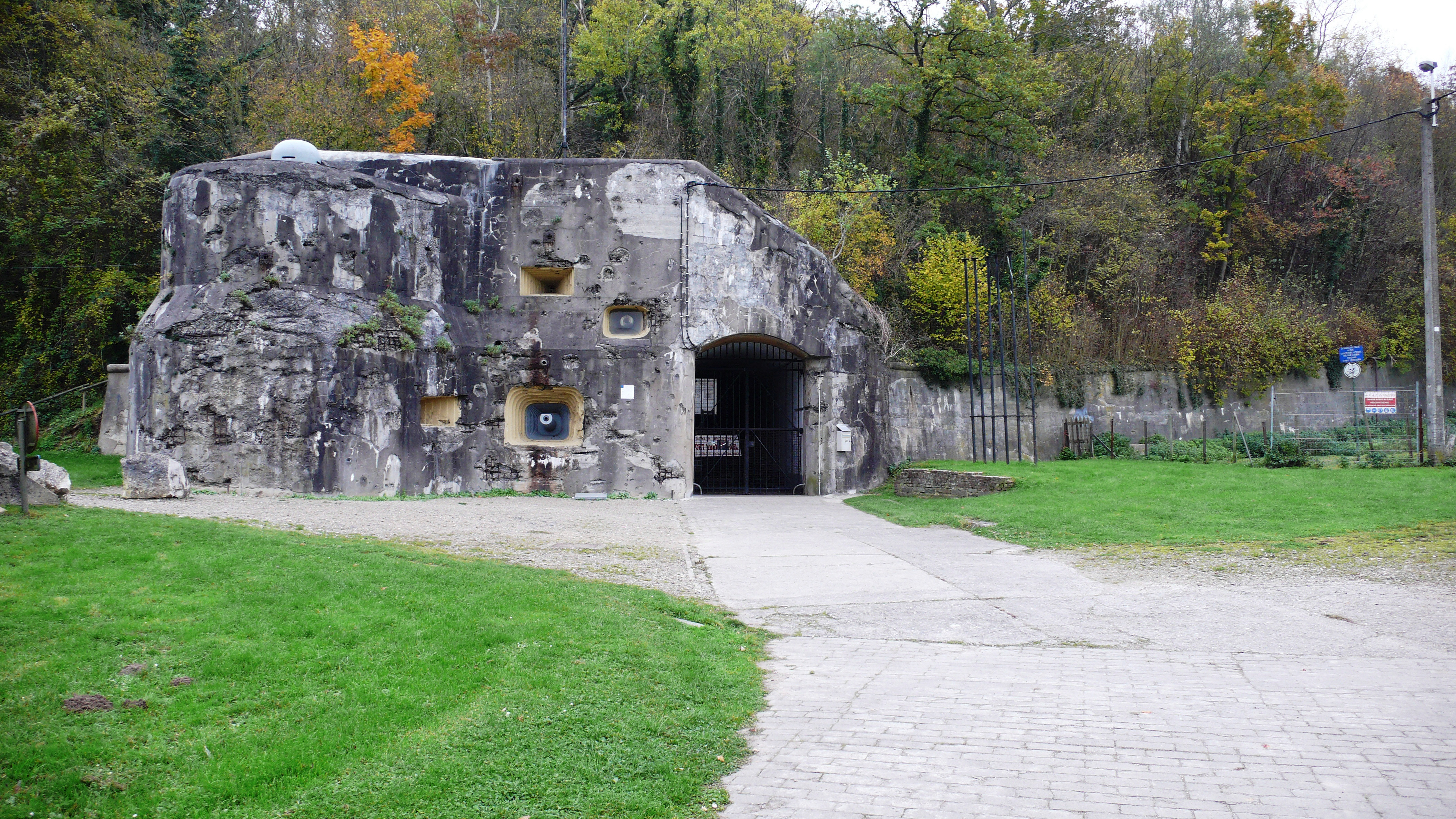
Fort Eben-Emael

Fall Gelb, het Duitse aanvalsplan, voorzag een snelle doorstoot door Nederland en België om Frankrijk aan te vallen. Hitler wilde hiermee verhinderen dat België, Frankrijk en het Verenigd Koninkrijk de kans kregen verder te mobiliseren en hun troepen te verenigen om zo de Duitse aanval beter op te vangen.
Het Fort Eben-Emael bestaande uit 17 met elkaar verbonden bunkers, opgevat als een sperfort, was het centrale punt van de Belgische verdediging aan de oostgrens en vormde een obstakel voor het aanvalsplan. Het moest zeer snel worden uitgeschakeld om het 6e Leger onder bevel van generaal Walter von Reichenau de kans te geven ongehinderd op te rukken. Tegelijkertijd moest men verhinderen dat de Belgen de tijd kregen om de zo belangrijke bruggen over het Albertkanaal te vernietigen. Hitler had een plan dat was uitgewerkt door generaal Kurt Student waarin voor de aanval gebruik werd gemaakt van zweefvliegtuigen. De aanvallers waren uitgerust met een nieuw wapen, explosieven met een zogeheten holle lading.
De aanval zou vijf minuten voor de inval in Nederland en België starten en kreeg de codenaam "Granit". Niet alleen het fort maar ook de drie bruggen zouden worden aangevallen door troepen die in zweefvliegtuigen werden vervoerd. De zweefvliegtuigen die het fort als doel hadden, landden op 10 mei 1940 om 04.25 uur op het dak ervan, vlak bij de kazematten en stalen koepels. Vooraleer de Belgen, die totaal verrast waren, konden reageren werden binnen de 15 minuten de belangrijkste bunkers en geschutskoepels uitgeschakeld.
Tegenaanvallen van de Belgen en artillerievuur van nabijgelegen forten Pontisse en Barchon konden de aanvallers op het platform niet uitschakelen. De Duitsers, die via de schachten toegang kregen tot de lagere niveaus, bliezen de dubbele stalen deuren bij de ingang van kazemat Maastricht 1 met holle ladingen op. Hiermee was het fort onhoudbaar geworden en op 11 mei, om 12.15 uur capituleerde het fort.
De Duitse grondtroepen trokken in eerste instantie langs de forten van Luik, maar in de volgende dagen van de oorlog vielen ook andere forten in handen van de Duitsers, zoals na 5 dagen belegering op 22 mei 1940 de forten Battice en Aubin-Neufchâteau.
Gedurende het verdere verloop van de Tweede Wereldoorlog werd Eben-Emael voor propagandadoeleinden gebruikt door de Duitsers, terwijl op enkele andere forten nieuwe wapens uitgetest werden.

## De forten heden

### De eerste fortengordel
Fort Loncin is een begraafplaats voor de manschappen die ter plekke zijn omgekomen. Ook is er ter plekke een monument en een museum.

De forten van Fléron en Boncelles zijn grotendeels onder de grond verdwenen, nadat er woonwijken gebouwd zijn. In Fort Barchon, Lantin en Liers zijn bezoeken onder leiding van een gids mogelijk.

### De tweede fortengordel
Het vrijwel intacte Fort Eben-Emael diende nog lange tijd als opslagplaats voor het Belgische leger. Ook andere forten bleven in militaire handen en waren verboden gebied voor bezoekers. Inmiddels zijn op sommige plaatsen de hekken verdwenen en kan men het fort in elk geval van buitenaf bekijken. Bij het Fort Aubin-Neufchâteau zijn alle metalen onderdelen verkocht aan schroothandelaren en daardoor helaas verdwenen.

Het Fort Eben-Emael, beheerd door de vzw Fort Eben-Emael en sinds 2002 ondergebracht in de Historische Pool van Defensie, is ingericht als een museum. Naast Eben-Emael worden er ook in Fort Aubin-Neufchâteau, Battice, Fort Tancrémont rondleidingen gegeven.

## Naslagwerken
- Luc de Vos e.a., 14-18 Oorlog in België, Davidsfonds Uitgeverij NV, 2014, ISBN 9789058269904.
- (en)  Clayton Donnell, The Forts of the Meuse in World War I, Osprey Publishing, Oxford, 2007, ISBN 9781846031144
- Jules Brabers, Luik augustus 1914. Zoektocht naar een vergeten slag, Uitgeverij Aspect, Soesterberg, 2009, ISBN 9789059118737